# アダム・ワトソン
アダム・ワトソン（John Hugh Adam Watson, 1914年8月10日 - 2007年8月21日）は、イギリスの国際政治学者、外交官。英国学派の一人。
レスター生まれ。父の仕事の関係で幼少期をブエノスアイレスで過ごした。ケンブリッジ大学に進学し、ハーバート・バターフィールドの下で学ぶ。1937年から1968年までイギリス外務省に勤務し、第二次大戦中はルーマニア、エジプト、ソ連のイギリス大使館で外交活動を行い、戦後は、情報・宣伝分野およびアフリカ諸国の独立問題を専門とした。その間、駐セネガル大使や駐キューバ大使などを歴任。
1958年、ハーバート・バターフィールドが主催する「国際政治理論に関する英国委員会」に参加。マーティン・ワイトの死後、委員長職を引き継ぎ、1978年にヴァージニア大学客員教授になるまで務める。

## 著書

### 単著
- The War of the Goldsmith's Daughter, Chatto & Windus, 1964.
- Diplomacy: the Dialogue between States, (Eyre Methuen, 1982).
- The Evolution of International Society: A Comparative Historical Analysis, (Routledge, 1992, new introduction by Barry Buzan and Richard Little, 2009).
- The Limits of Independence: Relations between States in the Modern World, (Routledge, 1997).
- Hegemony & History, (Routledge, 2006).

### 共編著
- The Expansion of International Society, co-edited with Hedley Bull, (Clarendon Press, 1984).